# دال (مریلند)
دال (به انگلیسی: Deale) شهری در ایالت مریلند کشور ایالات متحده آمریکا است که جمعیت آن در سرشماری سال ۲۰۱۰ میلادی، ۴٬۹۴۵ نفر بوده‌است.